# Geometric and Functional Analysis
Pour les articles homonymes, voir Gafa.
Geometric and Functional Analysis (GAFA), abrégée en Geom. Funct. Anal., est une revue mathématique publiée par Birkhäuser, une division indépendante de Springer-Verlag. Le journal est publié environ deux fois par mois.
La revue publie des articles sur un large éventail de sujets, en géométrie et en analyse y compris l'analyse géométrique, la géométrie riemannienne, la géométrie symplectique, la théorie géométrique des groupes, la géométrie non-commutative, les formes automorphes et la théorie analytique des nombres, et d'autres.
GAFA est à la fois un acronyme et une partie du nom complet officiel de la revue.

## Histoire
GAFA a été fondée en 1991 par Mikhaïl Gromov et Vitali Milman. L'idée du journal a été inspirée par la série israélienne de séminaires au long cours intitulée « Geometric Aspects of Functional Analysis », dont Vitali Milman est l'un des principaux organisateurs dans les années précédentes. Le journal a conservé le même sigle que la série afin de souligner le lien entre les deux.

## Journal d'information
La revue est revue cover-to-cover dans Mathematical Reviews et Zentralblatt MATH et elle est indexée cover-to-cover dans le Web of Science. Selon le Journal Citation Reports, la revue a en 2015 un facteur d'impact de 1,476.
Le journal a quatre éditeurs : Vitali Milman (rédacteur en chef), Mikhaïl Gromov, Simon Donaldson et Peter Sarnak.